# وزغاوات مضاعفة الأصابع
الوزغاوات المضاعفة الأصابع (الاسم العلمي: Diplodactylinae) هي أسرة من الحيوانات تتبع الفصيلة الوزغية من رتبة الحرشفيات.

## أجناس
- الوزغ الورقي (الاسم العلمي:Saltuarius)